# Stephan Cohen
Stephan Cohen (* 14. August 1971 in Nizza; † 18. April 2023) war ein französischer Poolbillardspieler.
Cohen war 29 mal französischer Meister. Bei der Poolbillard-Europameisterschaft 2000 schaffte er den Halbfinaleinzug in den Disziplinen 8-Ball sowie 14 und 1 endlos. Zwei Jahre später, bei der EM 2002, erhielt er in diesen beiden Disziplinen die Silbermedaille, bevor er 2008 seinen ersten EM-Titel gewann – diesmal in der Disziplin 9-Ball.
Auf der Euro-Tour waren seine besten Ergebnisse zwei Halbfinalteilnahmen. In den Jahren 2007, 2008, 2009, 2010, 2011 und 2014 repräsentierte er Frankreich beim World Cup of Pool.
Dabei erreichte er 2007 und 2009 mit Vincent Facquet das Achtelfinale. 2010 gelang mit Francois Cottance der Einzug ins Viertelfinale, das jedoch gegen Deutschland verloren wurde. 2014 erreichte er gemeinsam mit Alex Montpellier das Achtelfinale, in dem sie jedoch dem Titelverteidiger aus den Philippinen mit 1:7 unterlagen.
2009 gewann er beim 9-Ball-Turnier auf den 8. World Games in Kaohsiung Bronze. Ebenfalls 2009 gewann er die WPA-14-und-1-endlos-Weltmeisterschaft. Ein weiteres gutes Ergebnis erreichte er bei der 8-Ball WM 2010, wo er bis ins Viertelfinale kam und dort Karl Boyes aus England unterlag.